# نمیرلی (آق‌سو)
نمیرلی (به لاتین: Nəmirli) یک منطقه مسکونی در جمهوری آذربایجان است که در شهرستان آق‌سو واقع شده است. نمیرلی ۴۴۵ نفر جمعیت دارد.